# ولتون
ولتون (به انگلیسی: Wheelton) یک روستا و محله مدنی در بریتانیا است که در Borough of Chorley واقع شده‌است. ولتون ۹۵۶ نفر جمعیت دارد.